# Marie z Valois
Marie Francouzská (24. srpna 1393, Vincenneský lesík – 19. srpna 1438, Palais Royal, Paříž) byla dcerou Karla VI. a jeho manželky Isabely Bavorské. Byla členkou dynastie Valois a stala se jeptiškou.

## Život
Marie se narodila ve Vincenneském lesíku. Byla šesté z dvanácti dětí, osm z nich, včetně Marie, se dožilo dospělosti.
Bylo známo, že Mariin otec trpěl dědičnou duševní chorobou. Isabela svou dceru dala na církevní dráhu, možná proto, že viděla šílenství svého manžela jako trest od Boha.
Marie vstoupila do kláštera v Poissy 8. září 1397 a 26. května 1408 složila slib jeptišky. Jako jediná z dětí měla řeholní život; zbytek jejích přeživších sourozenců byl provdán nebo oženěn.
V době, kdy Marie vstoupila do kláštera, byla převorkou její prateta Marie Bourbonská, která byla sestrou babičky mladší Marie z otcovy strany, Johany Bourbonské. Do kláštera s mladou Marií jako společnice vstoupila další Marie, dcera Kristiny de Pizan. Kristine popsala návštěvu Poissy v roce 1400 ve svém díle „Le Livre du Dit de Poissy“.
Roku 1405, jí bylo navrženo aby si vzala svého bratrance vévodu Bara, což odmítla. Stala se převorkou kláštera a zemřela na mor v Paříži 19. srpna 1438. Byla pohřbena v kostele Poissy.